# Android Go
Android Go, hay chính thức là Android (Go edition), là một phiên bản rút gọn của hệ điều hành Android, được thiết kế cho các điện thoại thông minh giá rẻ/cực rẻ (nhưng cũng được sử dụng cho một số máy tính bảng). Tuy nhiên, Hệ điều hành này được dành riêng cho các điện thoại thông minh có 2 GB RAM trở xuống và lần đầu tiên được phát hành cho Android Oreo. Chế độ này có các tối ưu hóa nền tảng được thiết kế để giảm sử dụng dữ liệu di động (bao gồm bật chế độ Trình tiết kiệm dữ liệu theo mặc định) và một bộ dịch vụ Google Mobile đặc biệt được thiết kế để sử dụng ít tài nguyên và băng thông hơn. Gói Google Play Services cũng được chia thành các mô-đun để giảm dung lượng bộ nhớ của nó. Google Play Store sẽ làm nổi bật các ứng dụng nhẹ hơn phù hợp với các thiết bị này.
Giao diện của hệ điều hành Android Go khác với giao diện của Android chính. Một số dịch vụ hệ thống bị vô hiệu hóa để cải thiện hiệu suất. Hầu hết các thiết bị chạy Android Go đều sử dụng GUI Android "nguyên bản" của Google, mặc dù có một số nhà sản xuất vẫn sử dụng GUI tùy chỉnh.